# Tipula luteobasalis
Tipula luteobasalis är en tvåvingeart. Tipula luteobasalis ingår i släktet Tipula och familjen storharkrankar.

## Underarter
Arten delas in i följande underarter:
- T. l. abant
- T. l. alata
- T. l. luteobasalis